# Emil Melander
Emil Melander, född 18 maj 1856 i Karlskrona, död 20 september 1930 i Jerusalem, var en svensk militär och författare. Han var bror till Yngve Melander och Henning Melander samt kusin till Richard Melander.
Melander blev 1876 underlöjtnant vid Värmlands fältjägarkår och 1882 löjtnant samt flyttades 1885 till Generalstaben, där han 1888 blev kapten. År 1894 förflyttades han till Norrbottens regemente, där han 1897 blev major. Melander blev överstelöjtnant vid Generalstaben och chef för krigshistoriska avdelningen 1900, men flyttades 1903 till topografiska avdelningen, med vilken chefskapet för Rikets allmänna kartverk var förenat, och blev överste samma år. Han tog avsked 1916. Han var ledamot av Krigsvetenskapsakademien sedan 1902. 
Melander var en bland stiftarna av KFUM i Stockholm, vars ordförande han från 1891 var under flera skilda perioder och i vars ledning han med största intresse deltog. Han höll därjämte i olika trakter av landet en mängd föredrag, av vilka flera, som även utgavs i tryck, ådrog sig särskild uppmärksamhet genom sina skarpa angrepp mot bland annat åtskillig modern skönlitteratur och mot vissa åskådningar i etiska och samhälleliga frågor. Med stora personliga uppoffringar upprättade han en folkhögskola i Boden.
Melander skrev en rad reseskildringar, Vildmarkslif i norrskenslandet (1909), På ensam stråt (andra upplagan 1910), Ödemarksöden (1911), Underliga land, skildringar från Korsika, Sardinien och Nordafrika (1912). Han skrev även Drottning Sophia (1914; tredje upplagan 1915), Klocka och trolltrumma (1914), Mina bekanta och jag själv (1915; tredje upplagan 1921), Livets sagor (1915; andra upplagan 1916), Morgonlandets aftonstjärna och Östroms första timma (två delar, 1916–1917), I arbetströja och med vandringsstav (1917; fjärde upplagan 1921), Arbetare och fribytare (andra upplagan 1919), Konungens bild. En stridsskrift mot "kulturreligionen" (tredje upplagan 1919), Kan man tro på Bibeln? (1920), Andemakter (1923) och smärre inlägg i religiösa och samhälleliga frågor.